# Joseph Schipfer
Joseph Schipfer (* 8. April 1761 in Ransbach; † 27. Januar 1843 in Niederwalluf) war ein deutscher Gutsbesitzer, Plansprachenautor und Mitglied der Landstände des Herzogtums Nassau.

## Leben
Joseph Schipfer war ein Sohn des Ransbacher Hofbeständers Johann Paul Schipfer und dessen Ehefrau Maria Barbara Kaltwasser.
Im Jahre 1801 kaufte er die ehemals Köth'schen Höfe in Niederwalluf und bewirtschaftete den umfangreichen Landbesitz als Weinproduzent.
Von 1818 bis 1824 hatte er ein Mandat für den nassauischen Landtag, wurde aus der Gruppe der Grundbesitzer im Wahlkreis Wiesbaden in das Parlament gewählt und blieb dort nur bis 1819.
Im Mai 1836 richtete er eine Bittschrift an die Deputiertenversammlung und legte 22 Exemplare seines Werkes „Idee, das Lebendigbegrabenwerden zu verhüten“ für die Politiker bei.
Im selben Jahr veröffentlichte er ein Buch mit dem Titel „Prospectus, oder ein Paar Worte über die, in der Idee zur Verhütung als scheintodt begraben zu werden, angekündigte allgemeine Communicationssprache“.
1839 übergab er seine Schrift  „Versuch einer Grammatik für eine Allgemeine Communications- oder Weltsprache“ der Ludwig-Maximilians-Universität München.